# Осташин
Асташин, также Осташин (бел. Асташын) — деревня в Кореличском районе Гродненской области Белоруссии, в составе Лукского сельсовета. Население 125 человек (2009).

## География
Деревня находится в 10 км к югу от Кореличей. Осташин стоит на правом берегу реки Сервеч. Связан местной дорогой с центром сельсовета Луками (5 км).

## Этимология
В 2008 году уточнены наименования сельских населённых пунктов Кореличского района — деревня Асташин (бел. вёска Асташын).

## История

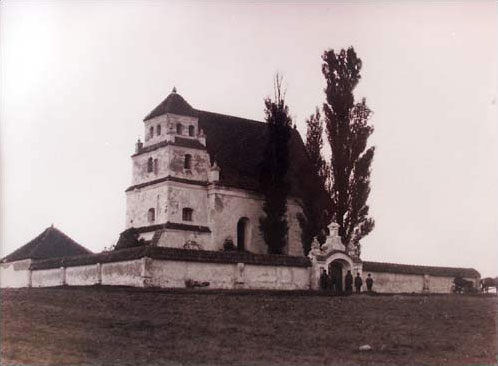
Кальвинистский храм на фото 1894 года

Осташин — одна из старейших деревень Кореличского района. Впервые в документах упоминается в 1428 году, село находилось во владении великого князя Витовта, который подарил его своей жене Юлианне Гольшанской вместе со всей Новогрудской землёй.
Позднее имение принадлежало волынским магнатам Острожским и Чарторыйским, в XVI—XVII веках несколько раз переходило из рук в руки.
В 1507 году Осташин упоминается в Хронике Быховца в связи с татарским нападением. В конце XVI века тогдашний владелец поместья Ян Швыковский построил в Осташине каменный кальвинистский храм, просуществовавший до 1950-х годов.
В результате третьего раздела Речи Посполитой (1795) Осташин оказался в составе Российской империи, в Новогрудском уезде. В XIX веке здесь были построены две усадьбы — Живицких и Булгаков. В 1876 году здесь родился Ян Булгак, «отец польской фотографии»
В 1897 году здесь было 111 дворов, 665 жителей, церковно-приходская школа. В 1907 году открыто народное училище
Во время первой мировой войны деревня и усадьбы почти полностью уничтожены.
Согласно Рижскому мирному договору (1921) Осташин оказался в составе межвоенной Польской Республики, в Новогрудском повете. В 1939 деревня вошла в состав БССР.
Кальвинистский храм, уникальный памятник каменного зодчества, был незначительно поврежден во Вторую мировую войну и снесён в 50-е годы XX века.

## Достопримечательности
- усадьба Живицких, конец XIX века — начало XX вв.
  - усадебный дом, сохранился частично, остались две отдельно стоящие его части.
  - несколько хозпостроек.
- усадьба Булгаков, остались только руины одной из хозпостроек.

## Кальвинистский храм
Кальвинистский храм был построен Яном Швыковским в конце XVI века в готическо-ренессансном стиле. Он имел небольшие размеры, 8,5 на 12 метров, имел в плане форму вытянутого прямоугольника, единственный неф заканчивался трёхгранной апсидой. Толстые, до 2 м толщины, стены были прорезаны шестью окнами, которые скорее напоминали замковые бойницы. К храму была пристроена башня размерами 5,9 на 7,1 м, состоявшая из четырёх ярусов, каждый из которых представлял собой последовательно уменьшающийся четверик. Башня венчалась четырёхгранным шатром.